# Samtgemeinde Nordkehdingen
De Samtgemeinde Nordkehdingen is een Samtgemeinde in de Duitse deelstaat Nedersaksen. Het is een samenwerkingsverband van 5 kleinere gemeenten in het noorden van Landkreis Stade. Het bestuur is gevestigd in Freiburg. De naam van de samtgemeinde verwijst naar het historische Land Kehdingen. Het zuidelijke deel daarvan wordt gevormd door de tegenwoordige gemeente Drochtersen en door Oberndorf (Oste).

## Deelnemende gemeenten
- Van west naar oost, aan de Elbe:
  - Balje, nabij de monding van de Oste
  - Krummendeich
  - Freiburg
  - Wischhafen

- Ten zuiden van Balje en Krummendeich: Oederquart.

## Bezienswaardigheden, toerisme

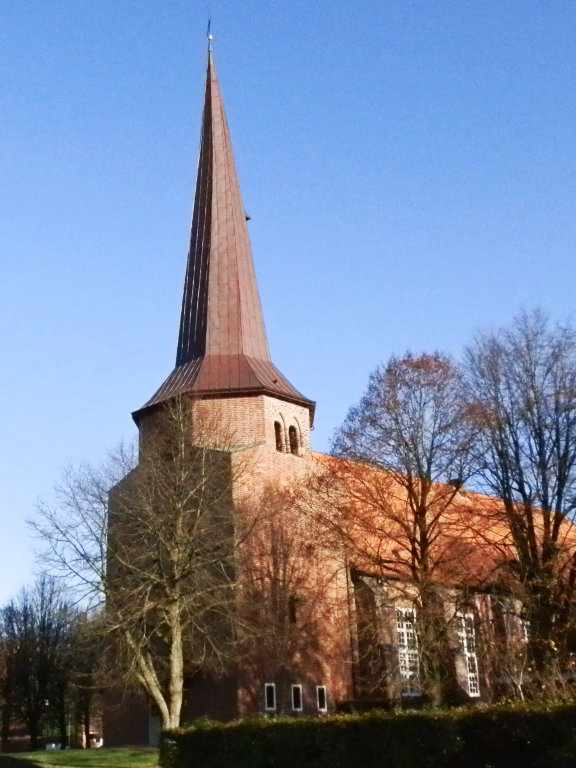
St. Johanneskerk in Oederquart

- Museum Natureum Niederelbe bij Balje
- De evangelisch-lutherse Johanneskerk van Oederquart
- Mogelijkheden voor meerdaagse fietstochten, o.a. langs de Elberadweg

Zie voor meer informatie de artikelen over de afzonderlijke gemeentes.
Agathenburg · 
Ahlerstedt · 
Apensen · 
Balje · 
Bargstedt · 
Beckdorf · 
Bliedersdorf · 
Brest · 
Burweg · 
Buxtehude · 
Deinste · 
Dollern · 
Drochtersen · 
Düdenbüttel · 
Engelschoff · 
Estorf · 
Fredenbeck · 
Freiburg (Elbe) · 
Großenwörden · 
Grünendeich · 
Guderhandviertel · 
Hammah · 
Harsefeld · 
Heinbockel · 
Himmelpforten · 
Hollern-Twielenfleth · 
Horneburg · 
Jork · 
Kranenburg · 
Krummendeich · 
Kutenholz · 
Mittelnkirchen · 
Neuenkirchen · 
Nottensdorf · 
Oederquart · 
Oldendorf · 
Sauensiek · 
Stade · 
Steinkirchen · 
Wischhafen